# La Floresta (Katalonien)
La Floresta ist eine katalanische Gemeinde in der Provinz Lleida im Nordosten Spaniens mit 164 Einwohnern (Stand: 2024). Sie ist Teil der Comarca Garrigues.

## Geographische Lage
La Floresta liegt etwa 19 Kilometer ostsüdöstlich von Lleida in einer Höhe von 315 m. 

## Bevölkerungsentwicklung
| Jahr      | 1970 | 1981 | 1991 | 2001 | 2011 | 2021 |
| Einwohner | 309  | 193  | 198  | 185  | 170  | 145  |

## Sehenswürdigkeiten

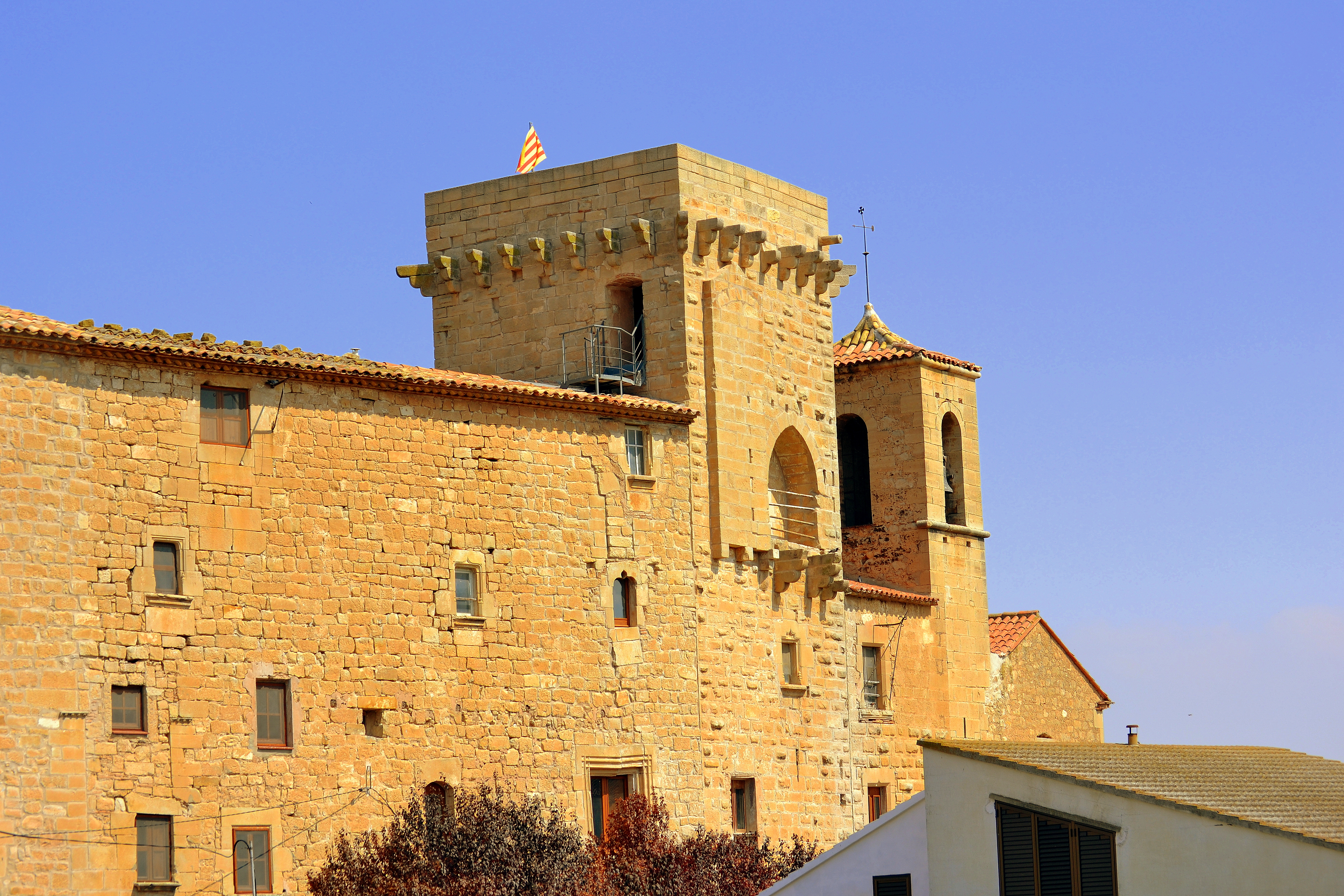
Burganlage von La Floresta
- Blasiuskirche

- Burganlage von La Floresta